# Celastraceae
Celastraceae (benvedsväxter) är en familj av tvåhjärtbladiga växter. Celastraceae ingår i ordningen Celastrales (benvedsordningen), klassen Magnoliopsida, fylumet kärlväxter och riket Plantae. Enligt Catalogue of Life omfattar familjen Celastraceae 1373 arter. 

## Bildgalleri

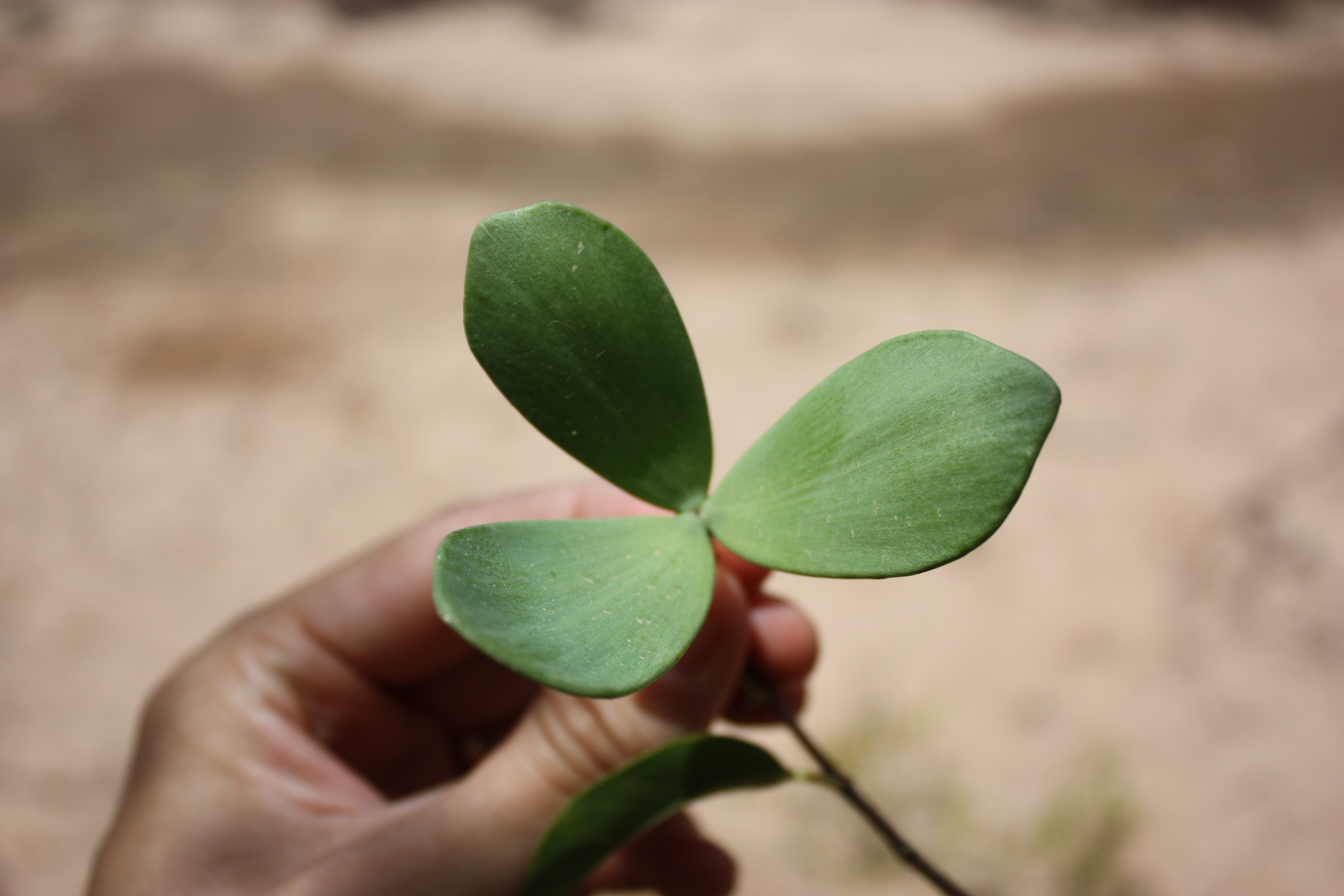
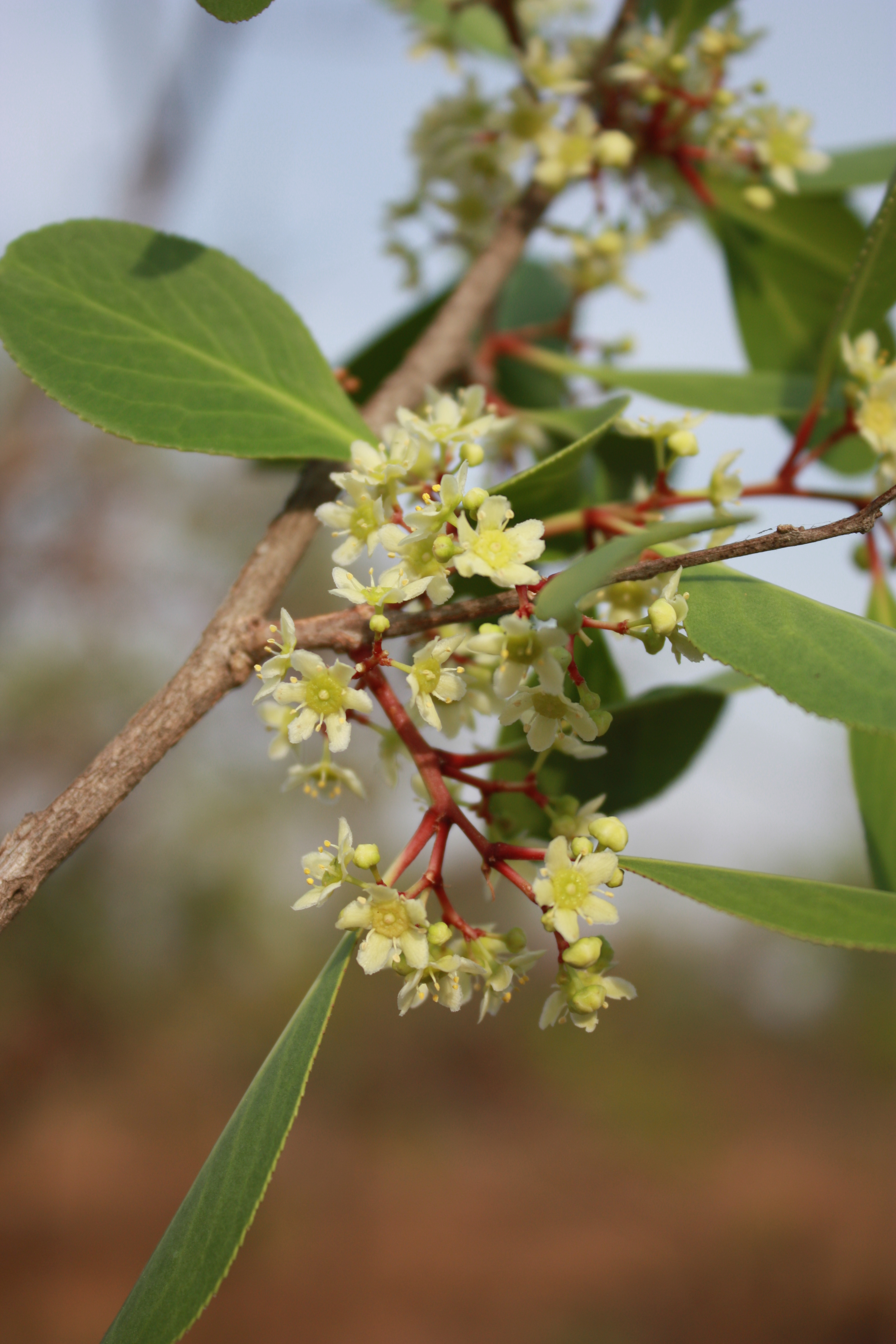

## Dottertaxa till Celastraceae, i alfabetisk ordning[1]
- Acanthothamnus
- Allocassine
- Anthodon
- Apatophyllum
- Apodostigma
- Arnicratea
- Bequaertia
- Brassiantha
- Brexia
- Brexiella
- Campylostemon
- Canotia
- Cassine
- Catha
- Celastrus
- Cheiloclinium
- Crossopetalum
- Cuervea
- Denhamia
- Dicarpellum
- Dinghoua
- Elachyptera
- Elaeodendron
- Empleuridium
- Euonymopsis
- Euonymus
- Fraunhofera
- Gloveria
- Glyptopetalum
- Goniodiscus
- Gyminda
- Gymnosporia
- Hartogiopsis
- Haydenia
- Hedraianthera
- Helictonema
- Hexaspora
- Hippocratea
- Hylenaea
- Hypsophila
- Kokoona
- Lauridia
- Lepuropetalon
- Loeseneriella
- Lophopetalum
- Lydenburgia
- Macgregoria
- Maurocenia
- Maytenus
- Menepetalum
- Microtropis
- Monimopetalum
- Mortonia
- Moya
- Mystroxylon
- Nicobariodendron
- Orthosphenia
- Parnassia
- Paxistima
- Peripterygia
- Peritassa
- Plagiopteron
- Platypterocarpus
- Plenckia
- Pleurostylia
- Polycardia
- Pottingeria
- Prionostemma
- Pristimera
- Psammomoya
- Pseudosalacia
- Ptelidium
- Pterocelastrus
- Putterlickia
- Quetzalia
- Reissantia
- Robsonodendron
- Rzedowskia
- Salacia
- Salacighia
- Salaciopsis
- Salvadoropsis
- Sarawakodendron
- Schaefferia
- Semialarium
- Simicratea
- Siphonodon
- Stackhousia
- Telemachia
- Tetrasiphon
- Thyrsosalacia
- Tontelea
- Torralbasia
- Tricerma
- Tripterococcus
- Tripterygium
- Tristemonanthus
- Trochantha
- Wilczekra
- Wimmeria
- Xylonymus
- Zinowiewia